# Alexandre Negri
Alexandre Negri (ur. 27 marca 1981 w Vinhedo) – brazylijski piłkarz, występujący na pozycji bramkarza.

## Kariera klubowa
Alexandre Negri rozpoczął piłkarską karierę w Ponte Preta Campinas w 2000 roku. W 2004 wyjechał do Europy do AC Ajaccio. Przygoda z Ajaccio trwała krótko i Negri szybko odszedł do rumuńskiego klubu Universitatea Krajowa.
W 2005 roku powrócił do Brazylii do Fortaleza EC. W 2006 roku powrócił do Europy do greckiego Arisu Saloniki. W Arisie był rezerwowym i zagrał w zaledwie jednym spotkaniu ligowym. W 2007 wyjechał na Cypr do APOP Kinyras Peyias.
Od 2009 roku jest zawodnikiem drugoligowego AEK Larnaka.

## Kariera reprezentacyjna
Alexandre Negri ma za sobą powołanie do reprezentacji Brazylii. W 2003 roku był członkiem kadry na Złoty Puchar CONCACAF 2003. Na turnieju w USA i Meksyku był rezerwowym i nie zagrał w żadnym meczu.
Alexandre Negri nie zdołał zadebiutować w reprezentacji Brazylii.